# Kleiner Palfner See
Der Kleine Palfner See (auch Kleiner Palfnersee und Kleiner Palfner-See) ist ein See in der Gemeinde Bad Gastein im österreichischen Bundesland Salzburg.

## Geografie
Der Kleine Palfner See liegt auf einer Höhe von 2067 m ü. A. an den nördlichen Berghängen des 2476 m ü. A. hohen Feuersangs in der Ankogelgruppe. Er gehört zur Katastralgemeinde Badgastein und zum Nationalpark Hohe Tauern. Durch den See fließt der Palfner Bach. Etwa 100 m weiter östlich befindet sich der (Große) Palfner See. Der Kleine Palfner See erstreckt sich über eine Fläche von 0,13 ha. Sein Umfang beträgt 170 m. Er ist 65 m lang, 30 m breit und 3 m tief. Diese Tiefe wird im westlichen Teil erreicht. Überwiegend ist der See aber wesentlich seichter.

## Ökologie
Der Kleine Palfner See hat den Charakter eines naturnahen Tümpels. Ihm wird ein sehr großer ökologischer Wert beigemessen. An seinem südlichen und westlichen Ufer grenzt er an eine Blockhalde. An seinem nördlichen und östlichen Ufer finden sich Bestände der Rostblättrigen Alpenrose (Rhododendron ferrugineum). Nördlich des Sees erstreckt sich eine Gamswild-Ruhezone, die von 1. Dezember bis 31. Mai nicht betreten werden darf.